# Todd Williams (musicien)
Pour les articles homonymes, voir Todd Williams (homonymie) et Williams.
Todd Williams, né le 16 juillet 1967 à Saint Louis, est un saxophoniste ténor et soprano et clarinettiste américain.

## Biographie
En 1983, il s'est produit au Festival de jazz de Montreux.